# Питър Сталибрас
Питър Сталибрас (на английски: Peter Stallybrass) е професор по англицистика и сравнително литературознание в Пенсилванския университет. Един от представителите на Новия историцизъм в литературознанието.

## Биография
Питър Сталибрас завършва Университета на Съсекс в Англия, където става професор и оглавява бакалавърската програма Изследвания на Ренесанса и семинара по Критическа теория. През 1984 г. е съосновател на групата за изследвания на популярната култура към Центъра по социална история в Оксфордския университет, където организира конференции върху любовните и криминалните романи.
Професор по културология (Walter H. and Leonore C. Annenberg Professor in the Humanities) в Пенсилванския университет, където се установява през 1988 г.

### Монографии
- The Politics and Poetics of Transgression (Политика и поетика на трансгресията). Заедно с Алон Уайт. Cornell University Press, 1986.
- Renaissance Clothing and the Materials of Memory (Ренесансовото облекло и материалите на паметта). Заедно с Ан Розалинд Джоунс. Cambridge University Press, 2001. (Носител на наградата „Джеймс Ръсел Лоуел“ на Асоциацията за съвременен език за 2001 г.)
- Benjamin Franklin: Writer And Printer (Бенджамин Франклин: Писател и печатар). Заедно с Джеймс Грийн. Oak Knoll Pr, 2006.
- Erasable Notebooks and Writing Technologies 1500-1900 (Изтриваеми дневници и технологии на писане 1500-1900). Grolier Club, 2007.
- Embodied Politics (Въплътени политики). Routledge, 2012.

### Съставителство и редакторство
- Staging The Renaissance: Reinterpretations of Elizabethan and Jacobean Drama (Поставяйки Ренесанса: Преинтерпретации на елизабетинската и джейкъбианската драма). Заедно с Дейвид Скот Кастън. Routledge, 1992.
- Subject and Object in Renaissance Culture (Субект и обект в ренесансовата култура). Заедно с Дейвид Скот Кастън. Routledge, 1992.
- Language Machines: Technologies of Literary and Cultural Production (Езикови машини: Технологии на литературното и културното производство). Заедно с Мастън Мастън и Нанси Викърс. Routledge, 1997.